# Gonialosa manmina
Gonialosa manmina är en fiskart som först beskrevs av Hamilton 1822.  Gonialosa manmina ingår i släktet Gonialosa och familjen sillfiskar. IUCN kategoriserar arten globalt som livskraftig. Inga underarter finns listade i Catalogue of Life.